# Whitney (film, 2018)
Pour les articles homonymes, voir Whitney.
Pour plus de détails, voir Fiche technique et Distribution.
Whitney est un film documentaire biographique américano-britannique écrit et réalisé par Kevin Macdonald, sorti en 2018. Il s’agit d’un regard en profondeur sur la vie et la musique de la chanteuse américaine Whitney Houston.

## Fiche technique
Sauf indication contraire, les informations mentionnées dans cette section peuvent être confirmées par la base de données cinématographiques IMDb,  présente dans la section « Liens externes ».
- Titre original et français : Whitney
- Réalisation et scénario : Kevin Macdonald
- Photographie : Nelson Hume
- Montage : Sam Rice-Edwards
- Musique : Adam Wiltzie
- Production : Simon Chinn, Jonathan Chinn et Lisa Erspamer
- Sociétés de production : Altitude Film Distribution ; Happy Street Entertainment et Lightbox (coproductions)
- Sociétés de distribution : Altitude Film Distribution (Royaume-Uni) et Roadside Attractions  (États-Unis) ; ARP Sélection  (France)
- Pays d'origine :  Royaume-Uni /  États-Unis
- Langue originale : anglais
- Format : couleur
- Genre :  documentaire
- Durée : 122 minutes
- Dates de sortie :
  - France : 16 mai 2018 (Festival de Cannes) ; 5 septembre 2018 (sortie nationale)
  - Royaume-Uni : 5 juillet 2018
  - États-Unis : 6 juillet 2018

## Distribution
- Whitney Houston
- Bobby Brown
- Bobbi Kristina Brown
- Cissy Houston
- Gary Garland

## Distinctions

### Récompense
- Festival international du film d'Édimbourg 2018 : Meilleur film documentaire

### Nominations et sélections
- Festival de Cannes 2018 :
  - Sélection « Séances de minuit »
  - L'Œil d'or du meilleur film documentaire
- Festival du cinéma américain de Deauville 2018 : Sélection « Les Docs de l'Oncle Sam »